# Consequências da Segunda Guerra Mundial
O desfecho da Segunda Guerra Mundial em 1945 inaugurou uma nova era socioeconômica para todos os países e povos envolvidos no conflito, marcada principalmente pelo declínio de grande parte dos impérios coloniais europeus e a ascensão simultânea de Estados Unidos e União Soviética como as duas superpotências mundiais. Anteriormente aliados durante a Segunda Guerra Mundial, os Estados Unidos e a União Soviética desenvolveram uma forte concorrência por influência política e econômica no cenário mundial que ficou conhecida como Guerra Fria - assim denominada por nunca resultar em conflito armado direto entre as duas potências. Da década de 1950 em diante, o cenário geopolítico global foi remodelado pela espionagem, subversão política e conflitos por procuração financiados pelas principais nações do globo. A Europa Ocidental e a Ásia foram redefinidas economicamente pelo Plano Marshall enquanto a Europa Central e Oriental passaram a integrar a esfera de influência soviética no âmbito da chamada "Cortina de Ferro". Politicamente, a Europa foi subdividida em um Bloco ocidental influenciado pelos Estados Unidos e um Bloco oriental influenciado pela União Soviética. No plano internacional, diversas nações buscaram manter boas relações econômicas com os países de ambos os blocos europeus evitando assim um envolvimento mais nítido na Guerra Fria, que culminou na criação do Movimento dos Países Não Alinhados. O período subsequente também foi palco de uma corrida armamentista nuclear entre as duas superpotências; o que impediu em parte o desenvolvimento de um conflito armado entre ambos os blocos mediante a probabilidade de uma destruição mútua assegurada.
Como consequência direta da Segunda Guerra Mundial, os Aliados fundaram a Organização das Nações Unidas, um organismo intergovernamental de cooperação e diplomacia internacional, semelhante à Liga das Nações. Os Estados-membros das Nações Unidas concordaram em proibir guerras de agressão e evitar uma Terceira Guerra Mundial. As grandes potências da Europa Ocidental devastadas economicamente formaram a Comunidade Europeia do Carvão e do Aço, que mais tarde evoluiu para a Comunidade Económica Europeia e, finalmente, para a atual União Europeia. Esse esforço conjunto regional começou principalmente como uma tentativa de evitar outro conflito entre a Alemanha e a França através de cooperação político-econômica e um mercado comum.
Além do cenário europeu, o fim da guerra enfraqueceu a influência das nações europeias em suas antigas colônias abrindo caminho para um processo de descolonização generalizado de países da África e da Ásia. Logo nos primeiros anos seguintes à guerra, países como Índia, Indonésia, Filipinas e grande parte do atual mundo árabe conquistaram sua independência política por intermédio de conflitos mediados pela Liga das Nações. De igual modo, houve um aumento da influência do Comunismo no leste asiático, tendo como auge a Proclamação da República Popular da China após a Guerra Civil Chinesa em 1949.
Paulo Sérgio Martins Filho.

## Efeitos imediatos da Segunda Guerra Mundial
Ao fim da Segunda Guerra Mundia, milhões de pessoas haviam morrido e outros milhões estavam desabrigados, a economia europeia entrou em colapso e grande parte da infraestrutura industrial europeia foi destruída. Apesar de ser uma das forças vencedoras da guerra, a União Soviética também foi fortemente afetada no campo econômico e social. Como reação imediata, o então Secretário de Estado dos Estados Unidos George Marshall elaborou o "Programa de Recuperação Europeia", que ficou conhecido como Plano Marshall. De acordo com o plano, de 1948 a 1952, o governo dos Estados Unidos alocaria 13 bilhões de dólares para a reconstrução dos países afetados da Europa Ocidental.

### Reino Unido

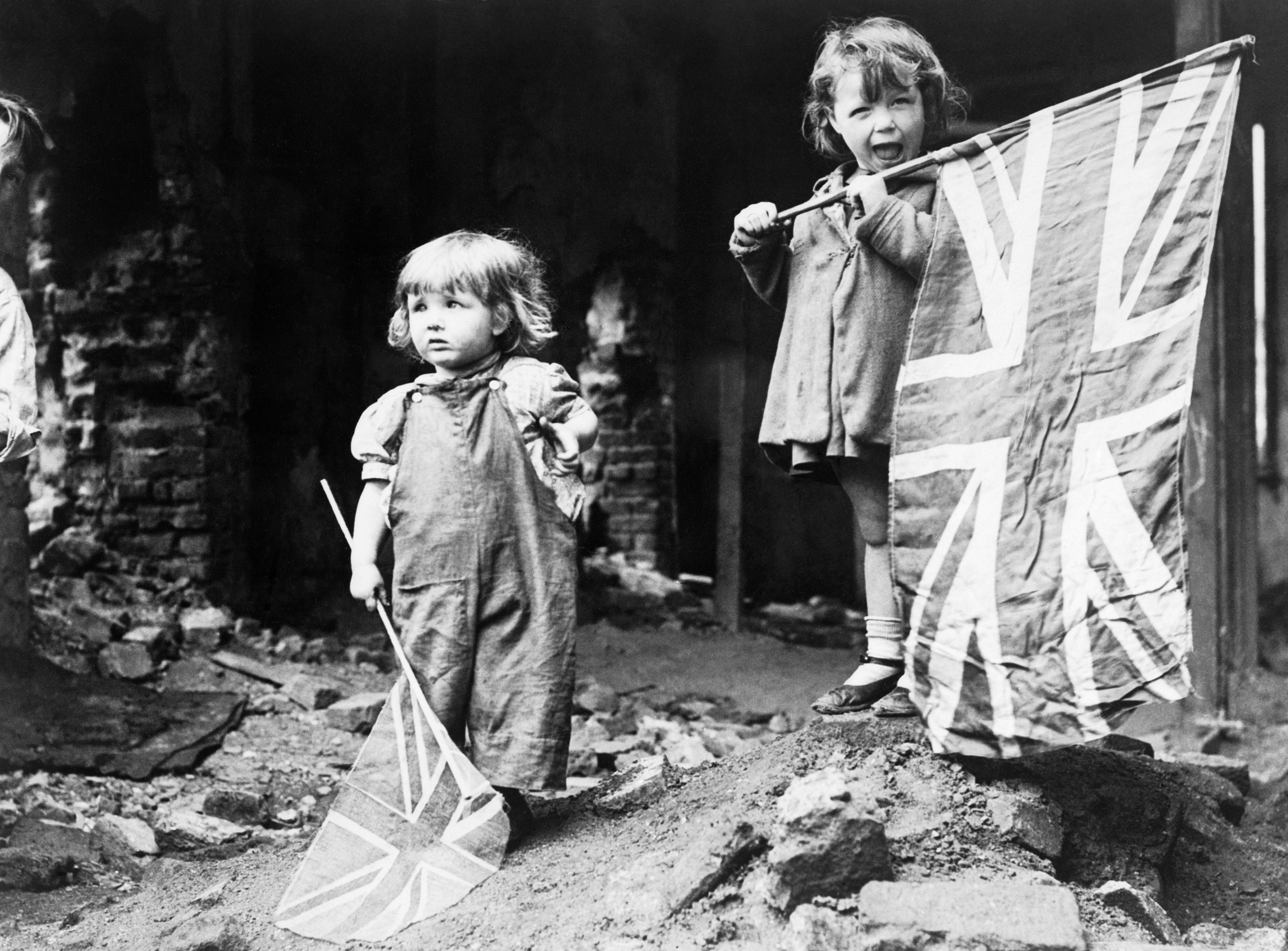
Crianças londrinas durante as celebrações do Dia da Vitória, em 8 de maio de 1945.

No final da guerra, a economia do Reino Unido estava em severas condições. Mais de 1/4 de sua riqueza nacional havia sido consumida pelos esforços de guerra. Até a introdução do Lend-Lease estadunidense em 1941, o Reino Unido vinha gastando seus ativos para comprar equipamentos norte-americanos, incluindo aeronaves e navios - mais de 437 milhões de libras esterlinas apenas em aeronaves. O programa Lend-Lease foi iniciado pouco antes do esgotamento total das reservas financeiras britânicas. A Grã-Bretanha havia colocado 55% de sua mão-de-obra disponível na produção de armamentos de guerra.
Na primavera de 1945, o Partido Trabalhista retirou seu apoio do governo de coalizão durante a guerra, em um esforço para derrubar o governo de Winston Churchill, forçando uma eleição geral. Após uma vitória esmagadora, em 26 de julho de 1945, o Partido Trabalhista deteve a maioria das vagas na Câmara dos Comuns e elegeu Clement Attlee como o novo Primeiro-ministro britânico.
A dívida de guerra da Grã-Bretanha foi descrita como uma "pedra de moinho no pescoço da economia britânica". Em agosto de 1945, embora houvesse sugestões para uma conferência internacional para resolver o problema, os Estados Unidos anunciaram inesperadamente que o programa Lend-Lease terminaria imediatamente.
A retirada abrupta do apoio americano Lend-Lease à Grã-Bretanha em 2 de setembro de 1945 foi um duro golpe para os planos do novo governo. Foi somente com a conclusão do empréstimo anglo-americano dos Estados Unidos à Grã-Bretanha em 15 de julho de 1946 que alguma medida de estabilidade econômica foi restaurada. No entanto, o empréstimo foi feito principalmente para apoiar os gastos britânicos no exterior nos anos imediatos do pós-guerra e não para implementar as políticas do governo trabalhista para reformas domésticas que visassem o bem-estar e a nacionalização de indústrias de base. Embora o empréstimo tenha sido acordado em termos razoáveis, suas condições incluíam o que provou ser condições fiscais prejudiciais para a libra esterlina. De 1946 a 1948, o Reino Unido introduziu o racionamento de pão, o que nunca havia feito durante a guerra.

### União Soviética

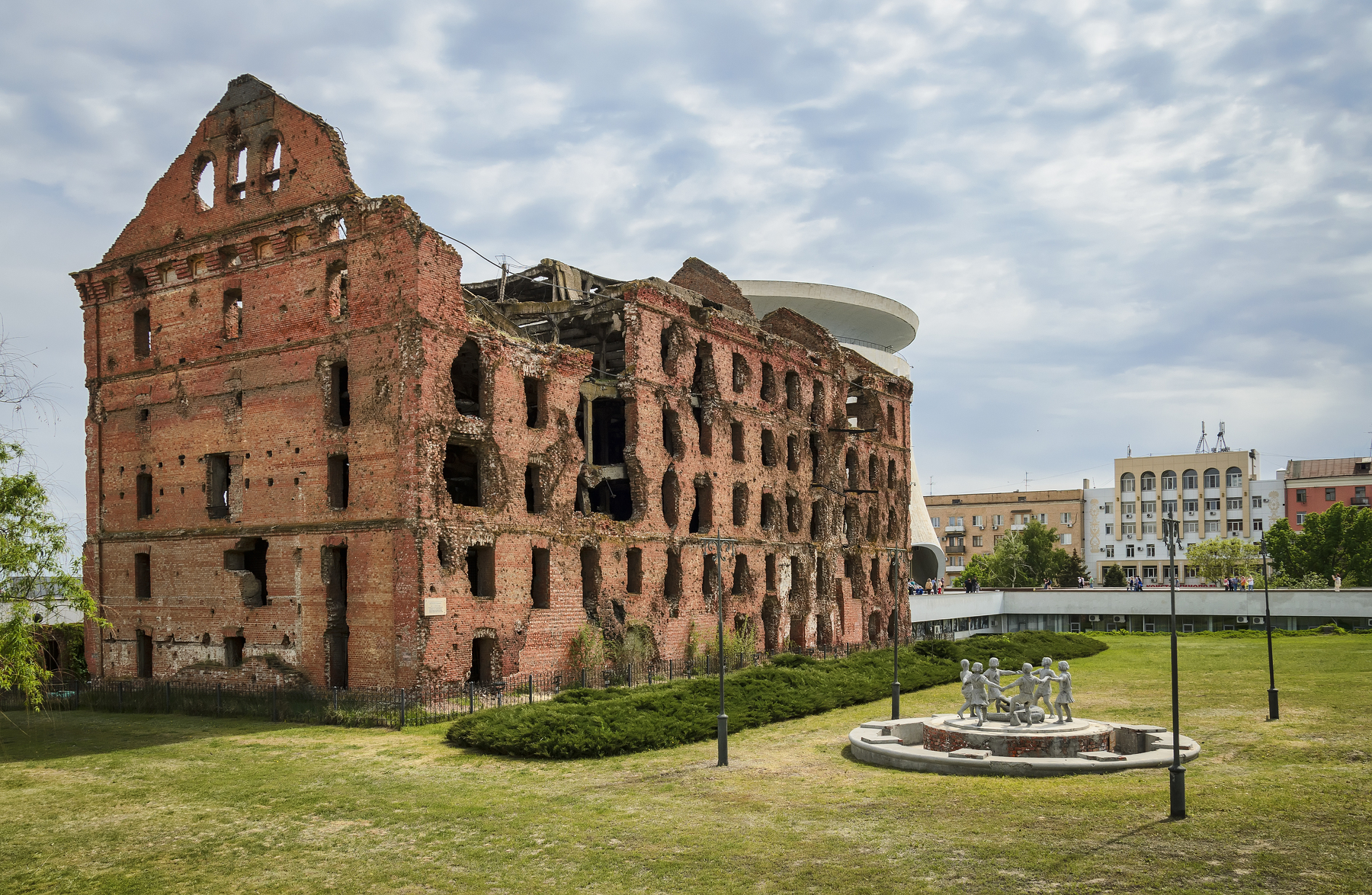
Ruínas do Moinho Gerhardt, um dos poucos edifícios que resistiram à Batalha de Stalingrado.

A União Soviética sofreu enormes perdas na guerra contra a Alemanha. A população soviética foi reduzida em cerca de 27 milhões durante a guerra; destes, 8,7 milhões foram russos soviéticos mortos em combate. As 19 milhões de mortes fora de combate tiveram várias causas: onda de fome e frio no Cerco a Leninegrado; condições desumanas em prisões e campos de concentração nazistas; fuzilamentos em massa de civis; trabalho forçado em indústrias alemãs; condições precárias nos campos militares soviéticos; e enfermidades generalizadas decorrentes do próprio conflito. A população russa não retornaria ao seu estado social pré-guerra pelos próximos 30 anos.
Ex-prisioneiros de guerra soviéticos e civis repatriados do exterior eram suspeitos de terem sido colaboradores nazistas, e 226.127 deles foram enviados para campos de trabalhos forçados após investigações do serviço de inteligência NKVD. Diversos prisioneiros de guerra e civis jovens também foram recrutados para servir no Exército Vermelho enquanto outros foram usados como mão-de-obra forçada na reconstrução de cidades destruídas durante a guerra.

Nos anos seguintes à guerra, a União Soviética experimentou um processo de expansão territorial acelerado, culminando na formação do Bloco do Leste.

Com a economia devastada, aproximadamente 1/4 dos recursos de capital da União Soviética foram consumidos pelo conflito enquanto a produção industrial e agrícola ficou muito aquém dos níveis pré-guerra. Para ajudar a reconstruir o país, o governo soviético obteve créditos limitados da Grã-Bretanha e da Suécia, recusando a assistência oferecida pelos Estados Unidos sob o Plano Marshall. Por outro lado, a União Soviética influenciou a Europa Central e Oriental a fornecer equipamentos e matérias-primas para suas indústrias. Diversos Estados-fantoche nazistas acabaram por fazer reparações de guerra à União Soviética nos anos seguintes. O programa de reconstrução stalinista enfatizou a indústria de base em detrimento da agricultura e dos bens de consumo. Em 1953, a produção de aço era o dobro do nível de 1940, mas a produção de muitos bens de consumo e alimentos era menor do que no final da década de 1920.
O período imediatamente pós-guerra na Europa foi dominado pela expansão da União Soviética através da anexação de outros territórios vizinhos ou da criação de repúblicas soviéticas nos países ocupados gradativamente pelo Exército Vermelho. Novos Estados-satélites foram estabelecidos pelos soviéticos na Polônia, Bulgária, Hungria, Tchecoslováquia, Romênia, Albânia e Alemanha Oriental; sendo este último criado a partir da Zona de ocupação soviética na Alemanha. A Iugoslávia emergiu como um Estado comunista independente aliado mas "não alinhado" com a União Soviética devido à natureza independente da vitória militar dos guerrilheiros da Frente Iugoslava de Josip Broz Tito. Os Aliados estabeleceram a Comissão do Extremo Oriente e o Conselho Aliado para administrar o processo de ocupação do Japão, enquanto o Conselho de Controle Aliado administrava a Alemanha ocupada. De acordo com os acordos da Conferência de Potsdam, a União Soviética ocupou e posteriormente anexou estrategicamente a Ilha de Sacalina.

### Alemanha
No leste, a Região dos Sudetas foi reincorporada à Tchecoslováquia após a decisão da Comissão de Assessoramento Europeu de reorganizar o território alemão da maneira como se encontrava até 31 de dezembro de 1937. Cerca de 1/4 do território alemão anterior à guerra foi ocupado pelos Aliados e cerca de 10 milhões de alemães foram expulsos de sua terra natal ou não tiveram permissão para retornar a ela após o conflito. O restante da Alemanha foi dividido em quatro zonas de ocupação coordenadas pelo Conselho de Controle Aliado. Em 1947, o Protetorado de Sarre foi seccionado e unido economicamente com a França. Em 1949, a República Federal da Alemanha foi criada a partir das zonas ocidentais de ocupação enquanto a zona soviética tornou-se a República Democrática Alemã.
A Alemanha pagou indenizações de guerra ao Reino Unido, França e União Soviética, principalmente na forma da desintegração de fábricas e trabalhos forçados. Com as imposições da derrota na guerra, o padrão de vida alemão foi reduzido ao que era em 1932. Começando imediatamente após a rendição alemã e pelos próximos dois anos, os Estados Unidos e a Grã-Bretanha implementaram um programa de "reparações intelectuais" para absorver todo o conhecimento tecnológico e científico, bem como todas as patentes científicas da Alemanha. O valor destes esforços culturais totalizou cerca de 10 bilhões de dólares em investimento científico. De acordo com o Tratado de Paz de Paris de 1947, os alemães também indenizaram a Itália, Romênia, Hungria, Bulgária e Finlândia.

### França

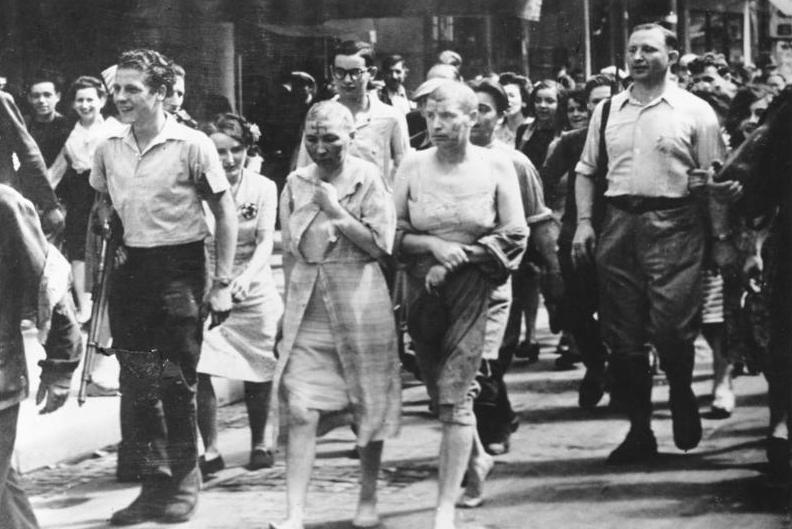
Mulheres francesas acusadas de colaboração com o Regime de Vichy, em 1944.

Como a França foi libertada da ocupação alemã, um expurgo (épuration) de colaboradores nazistas teve início no país. A princípio, isso foi realizado de maneira extralegal pela Resistência Francesa como "épuration sauvage" (ou "expurgo selvagem"). As mulheres francesas que tiveram ligações românticas com soldados alemães foram humilhadas publicamente e tiveram suas cabeças raspadas. Houve também uma onda de execuções sumárias estimadas em cerca de 10.000 pessoas.
Quando o Governo Provisório da República da França estabeleceu o controle, começou a Épuration légale ("expurgo legal"). Não houve julgamentos internacionais de crimes de guerra para colaboradores do nazismo no país, que foram julgados nos tribunais franceses. Aproximadamente 300.000 casos foram investigados; 120.000 pessoas foram sentenciadas, incluindo 6.763 sentenças de morte (das quais apenas 791 foram executadas). A maioria dos condenados recebeu anistia do governo francês alguns anos depois.

### Itália
As consequências da Segunda Guerra Mundial aumentaram o descontentamento dos italianos com o regime monárquico por seu endosso anterior ao regime fascista de Benito Mussolini. Essas frustrações somadas ao prejuízo econômico causado pela guerra contribuíram para o renascimento do movimento republicano italiano. No referendo constitucional de 1946, realizado em 2 de junho (dia celebrado desde então como Festa della Repubblica), o Reino de Itália foi formalmente abolido dando lugar imediatamente à atual República Italiana. Esta foi a primeira vez que mulheres italianas votaram a nível nacional e a segunda vez no geral, considerando as eleições locais realizadas alguns meses antes em algumas cidades.
Humberto II, que havia assumido o trono italiano apenas um mês antes, foi forçado a abdicar e exilado. Em 1 de janeiro de 1948, a Assembleia Constituinte Italiana publicou oficialmente a Constituição da República Italiana, formulada pelos representantes de todas as forças políticas que contribuíram para a derrota de nazistas e fascistas durante a Guerra Civil Italiana. Ao contrário da Alemanha e do Japão, nenhum tribunal de crimes de guerra foi realizado contra líderes militares e políticos italianos, embora a resistência italiana tenha executado sumariamente alguns deles (como o próprio Mussolini) no final da guerra. Enfim, em 1946, a Anistia Togliatti perdoou todos os crimes comuns e políticos do tempo de guerra.

## Tensões pós-guerra

### Europa

A "Cortina de Ferro" dividiu a Europa entre os signatários do Pacto de Varsóvia (em rosa) e os Estados-membros da OTAN (em azul).

A aliança entre os Aliados ocidentais e a União Soviética começou a se deteriorar mesmo antes do fim da Segunda Guerra Mundial, quando Stalin, Roosevelt e Churchill trocaram correspondências acaloradas sobre o futuro reconhecimento internacional do governo polonês no exílio. Por fim, a vontade de Stalin prevaleceu e o governo polonês com inclinações soviéticas foi legitimado pela comunidade internacional. Diversos líderes Aliados achavam que uma guerra entre os Estados Unidos e a União Soviética era provável. Em 19 de maio de 1945, o Subsecretário de Estado norte-americano Joseph Grew chegou a dizer que era "inevitável" um conflito entre as duas nações.
Em 5 de março de 1946, em seu discurso "Cortina de Ferro" ("Sinews of Peace") no Westminster College em Fulton, Winston Churchill disse que "uma sombra" havia caído sobre a Europa e descreveu Stalin como tendo lançado uma "cortina de ferro" entre o Oriente e o Ocidente. Stalin respondeu afirmando que a coexistência entre os países comunistas e o Ocidente era "impossível". Em meados de 1948, a União Soviética impôs um bloqueio à zona ocupada ocidental de Berlim.
Devido à crescente tensão na Europa e às preocupações com a expansão soviética, analistas norte-americanos criaram um plano de contingência com o codinome Operação Dropshot em 1949. O plano considerava uma possível guerra nuclear e convencional com a União Soviética e seus aliados para conter uma anexação sistemática da Europa Ocidental, Oriente Próximo e partes da Ásia Oriental que, segundo tais analistas, começaria por volta de 1957. Em resposta, os Estados Unidos atacariam a União Soviética com bombas atômicas e ocupariam o país. Nos anos posteriores, para reduzir os gastos militares enquanto combatia a força convencional soviética, o presidente Dwight Eisenhower adotaria uma estratégia de retaliação maciça, contando com a ameaça de um ataque nuclear estadunidense para evitar incursões não-nucleares da União Soviética na Europa. A abordagem envolveu um grande acúmulo de forças nucleares e uma redução similar na força naval e terrestre não-nuclear dos Estados Unidos. A União Soviética via esses desenvolvimentos como "chantagem atômica".

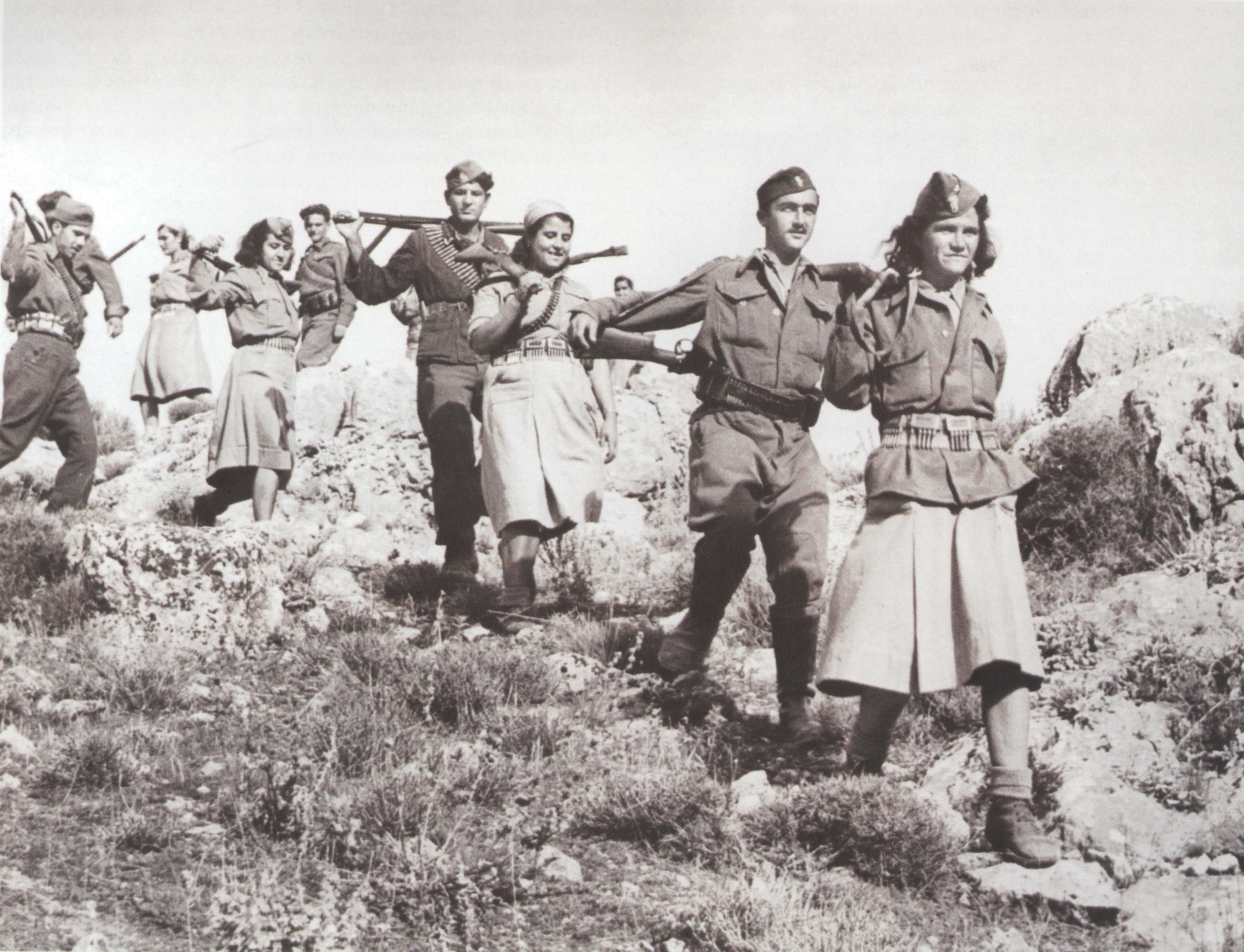
A Guerra Civil Grega (1946-1949) foi um dos diversos conflitos por procuração inflamados sistematicamente por Estados Unidos e União Soviética.

De 1946 a 1949, Grécia foi palco de uma guerra civil entre forças monarquistas apoiadas por anglo-americanos e o Exército Democrático Grego apoiado pelos comunistas. O conflito foi vencido pelas forças monarquistas sob a liderança do rei Paulo I. Os Estados Unidos lançaram um programa de apoio militar e econômico à Grécia e à vizinha Turquia visando contrapor os planos de expansão de influência soviética para o Oriente Médio, região rica em recursos minerais. Em 12 de março de 1947, para obter o endosso do Congresso dos Estados Unidos, o presidente Truman descreveu a ajuda como uma promoção da democracia em defesa do "mundo livre", um princípio que ficou conhecido como a Doutrina Truman.

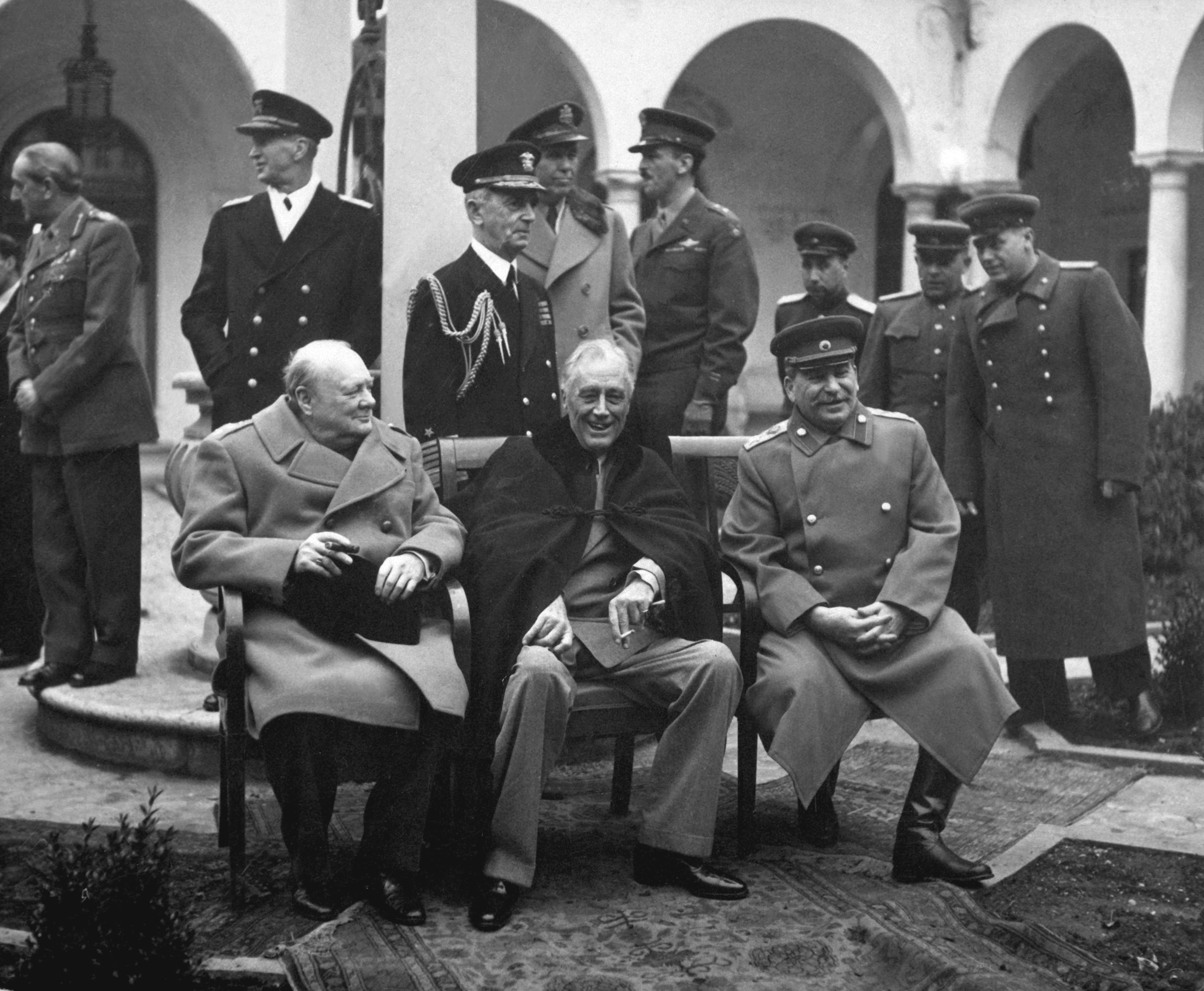
As relações diplomáticas entre os "Três Grandes" (Estados Unidos, União Soviética e Grã-Bretanha) entraram em conflito após o desfecho da Segunda Guerra Mundial.

Os Estados Unidos procuraram criar uma Europa Ocidental economicamente forte e politicamente unida para contrabalancear o avanço da esfera de influência da União Soviética. Para tal, os norte-americanos se valeram abertamente de diversas ferramentas como o Programa de Recuperação Europeia, que incentivou a integração econômica europeia. A Autoridade Internacional para o Ruhr, projetada para manter a indústria alemã sob controle, evoluiu para a Comunidade Europeia do Carvão e do Aço e tornou-se um ponto de origem da atual União Europeia. Os Estados Unidos também buscaram promover a integração da região através do Comitê Americano da Europa Unida para canalizar fundos para os movimentos federalistas europeus. A fim de garantir que a Europa Ocidental pudesse resistir à presença militar soviética, a União da Europa Ocidental foi fundada em 1948 e a Organização do Tratado do Atlântico Norte (OTAN) em 1949. Primeiro Secretário-geral da OTAN, Hastings Ismay afirmou de forma célebre que o objetivo da organização era "manter os russos fora, os americanos dentro e os alemães caídos". No entanto, sem a mão-de-obra e a produção industrial da Alemanha Ocidental, nenhuma defesa convencional da Europa Ocidental tinha qualquer esperança de sucesso. Para remediar isso, em 1950, os Estados Unidos promoveram a fundação da Comunidade Europeia de Defesa, que incluiria uma Alemanha Ocidental militarizada. Os planos foram embargados pela forte oposição do Parlamento francês em permitir a refundação de uma indústria militar alemã. Em 9 de maio de 1955, a Alemanha Ocidental foi admitida na OTAN; como reação imediata, a União Soviética firmou o Pacto de Varsóvia cinco dias depois.
A Guerra Fria subsequente também foi palco da criação de organizações de propaganda e espionagem, como a Radio Free Europe, o Departamento de Pesquisa e Informação, a Organização Gehlen, a Agência Central de Inteligência e o Ministério da Segurança do Estado, bem como a radicalização e proliferação de numerosas organizações terroristas de extrema-esquerda e extrema-direita em países da Europa Ocidental (Itália, França, Alemanha Ocidental, Bélgica, Espanha Franquista e Países Baixos),com repercussões no norte e sudeste da Europa.

### Ásia
Na Ásia, a rendição das forças japonesas foi aprofundada pela divisão geopolítica entre Oriente e Ocidente, bem como pelos movimentos de autodeterminação nos antigos territórios coloniais europeus.
Índia
A decisão de descolonizar a Índia Britânica levou a um acordo de divisão do país segundo os princípios religiosos locais em dois domínios independentes: Índia e Paquistão. O processo conhecido como Partição da Índia resultou em violência comunal e deslocamentos maciços da população pelo território do país, sendo frequentemente descrito como a maior migração humana em massa e uma das maiores crises de refugiados da história.
China

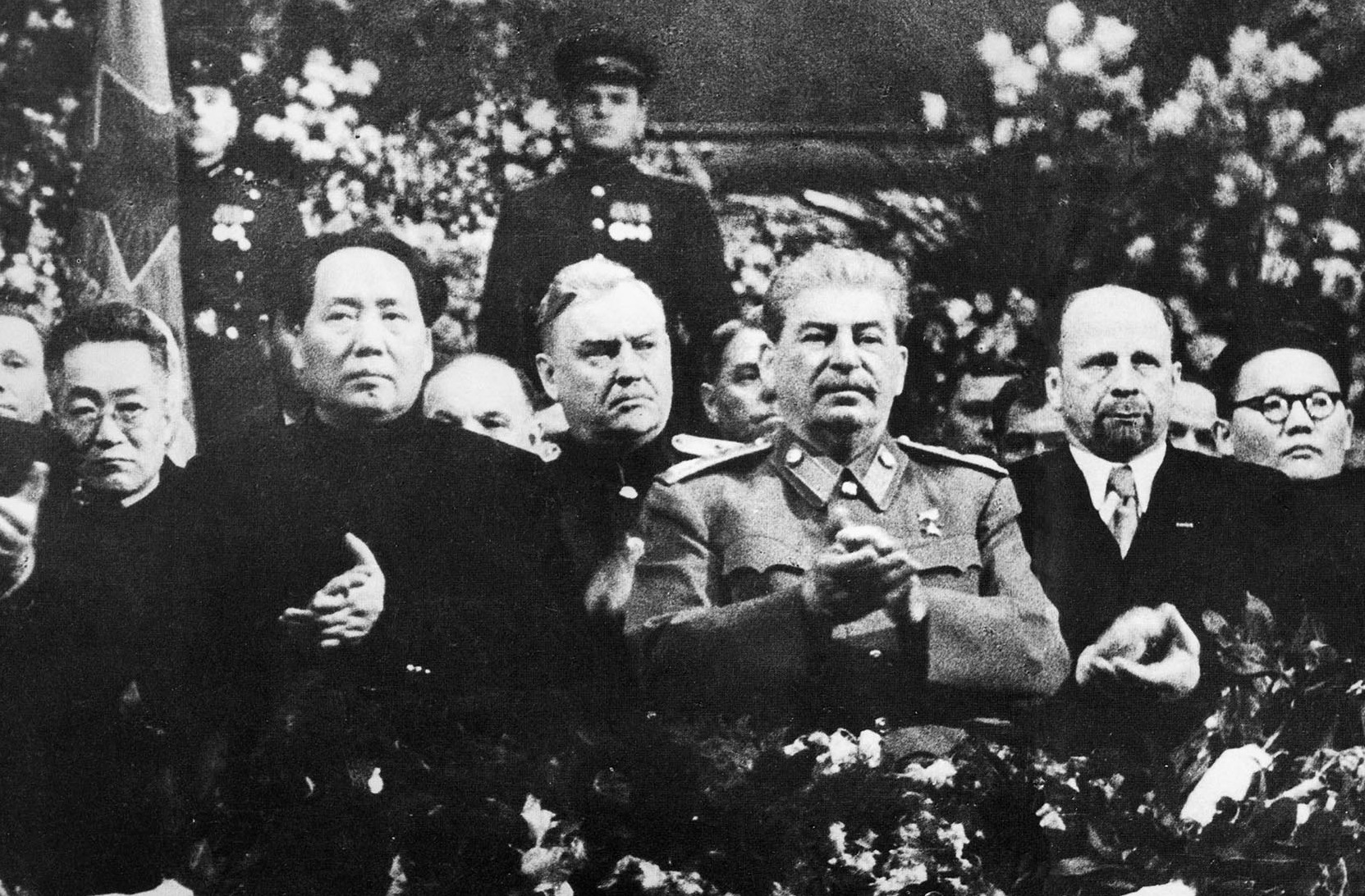
Mao Tsé-Tung e Josef Stalin em Moscou em dezembro de 1949. A colaboração ocasional entre os dois países após a Segunda Guerra Mundial moldou o sistema político-econômico asiático durante a Guerra Fria.

Conforme acordado na Conferência de Yalta, a União Soviética entrou em guerra contra o Japão três meses após a derrota da Alemanha. As forças soviéticas invadiram a Manchúria, dissolvendo o Estado-fantoche de Manchukuo e forçando a evacuação de todos os colonos japoneses da China. A União Soviética desmantelou a teia industrial da Manchúria construída pelos japoneses nos anos anteriores e transformou-a em base de operações do Partido Comunista da China.
Após a guerra, o partido nacionalista chinês Kuomintang (liderado por Chiang Kai-shek) e as forças comunistas chinesas retomaram sua guerra civil - que havia sido temporariamente suspensa durante os conflitos com o Japão. A oposição dos chineses comunistas à presença de colonos japoneses fortaleceu o apoio popular ao Partido Comunista enquanto enfraquecia a luta ideológica do Kuomintang. Em 1946, sem solução esperada para os levantes e protestos, um conflito em grande escala foi deflagrado entre as duas frentes políticas. Apesar do apoio norte-americano ao Kuomintang, o Partido Comunista foi vitorioso e estabeleceu a República Popular da China em 1949. Como consequência, liderança e simpatizantes do Kuomintang recuaram para a ilha de Taiwan. As hostilidades entre os dois lados, no entanto, cessaram em grande parte a partir de 1950. Com a vitória comunista na guerra civil, a União Soviética desistiu de sua reivindicação de bases militares na China que haviam sido prometidas pelos Aliados durante a Segunda Guerra Mundial.

Processo de retirada da República da China para Taiwan em 1949.

A eclosão da Guerra da Coreia desviou a atenção da República Popular da China ao mesmo tempo em que reforçou o apoio dos Estados Unidos ao governo exilado de Chiang Kai-shek, dois principais fatores que impediram a China comunista de retomar Taiwan. Conflitos militares intermitentes ocorreram entre a República Popular da China e Taiwan de 1950 a 1979. Taiwan declarou unilateralmente o fim da guerra civil em 1991, mas nenhum tratado de paz foi formalizado pelos dois governos desde o início do conflito. Pequim considera oficialmente Taiwan como uma "província separatista" pertencente ao território chinês e condena veementemente o movimento de Independência de Taiwan.
As relações sino-americanas continuaram hostis desde o estabelecimento da República Popular da China em 1949 até a visita de Estado de Richard Nixon em 1972. A partir da intenção de reaproximação entre as duas nações nos anos subsequentes, as relações bilaterais foram aprimoradas mas com a permanência de diversas tensões no âmbito geopolítico e econômico.
Coreia

A Zona Desmilitarizada da Coreia (em laranja) foi estabelecida pelo Armistício Coreano de 1953 para encerrar provisoriamente a Guerra da Coreia.

Na Conferência de Yalta, os Aliados concordaram que uma Coreia pós-guerra unificada seria colocada sob tutela multinacional de quatro potências. Após a rendição do Japão, este acordo foi modificado para uma ocupação conjunta soviético-americana da Coreia. O acordo era que a Península da Coreia seria dividida e ocupada pelos soviéticos no norte e pelos americanos no sul.
A Coreia, anteriormente sob domínio japonês de 1910 a 1945, e que havia sido parcialmente ocupada pelo Exército Vermelho após a entrada da União Soviética na guerra contra o Japão, foi dividida no paralelo 38 pelo Departamento de Guerra dos Estados Unidos. Um governo militar norte-americano foi estabelecido no sul da Coreia com sede em Seul. O tenente-general John R. Hodge alistou muitos ex-funcionários administrativos japoneses para servir neste governo. Ao norte da linha militar, os soviéticos administraram o desarmamento e a desmobilização de guerrilheiros nacionalistas coreanos repatriados que lutaram ao lado dos nacionalistas chineses contra os japoneses na Manchúria durante a Segunda Guerra Mundial. Simultaneamente, os soviéticos permitiram o acúmulo de armamento pesado para as forças pró-comunistas no norte. A linha militar tornou-se uma linha política em 1948, quando repúblicas separadas surgiram em ambos os lados do paralelo 38, cada república alegando ser o governo legítimo da Coreia. A situação política instável culminou com a invasão do sul pelas tropas do norte, deflagrando a Guerra da Coreia dois anos depois.
Malásia
Uma revolução de cunho trabalhista e civil eclodiu na colônia britânica da Malásia em 1946. Um estado de emergência foi declarado pelas autoridades coloniais em 1948 com a eclosão de atos de terrorismo. A situação se agravou com a insurgência anticolonial em grande escala denominada de Guerra de Libertação Nacional AntiBritânica pelos insurgentes e liderada pelo Exército de Libertação Nacional Malaio (MNLA), a ala militarizada do Partido Comunista Malaio. A Emergência Malaia duraria por mais de uma década até a conclusão do conflito em 1960 resultando na criação da Federação Malaia em 1957 e da anexação dos territórios de Sabá, Sarauaque e Singapura pela atual Malásia em 1963. Em 1967, o líder comunista Chin Peng retomou novos conflitos que reivindicavam a formação de um governo socialista no país, culminando em uma segunda emergência malaia que durou até 1989.
Indochina Francesa

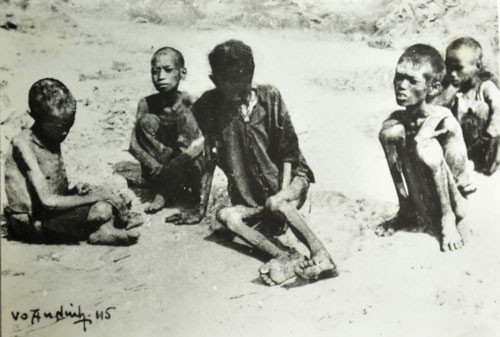
A crise de fome vietnamita de 1945 foi um resultado direto da administração colonial japonesa exercida na região no estágio derradeiro da Segunda Guerra Mundial.

O desenrolar da Segunda Guerra Mundial na colônia da Indochina Francesa (consistindo nos estados modernos do Vietnã, Laos e Camboja) prepararam o terreno para a Primeira Guerra da Indochina que, por sua vez, levou à Guerra do Vietnã.
Durante a Segunda Guerra Mundial, as autoridades coloniais alinhadas com o governo francês de Vichy cooperaram com os invasores japoneses. A frente comum controlada pelos comunistas Việt Minh (apoiada pelos Aliados) foi formada entre os vietnamitas na colônia em 1941 para lutar pela independência do Vietnã, contra os poderes japoneses e franceses pré-guerra. Após a fome vietnamita de 1945, o apoio ao Việt Minh foi reforçado quando a frente lançou uma rebelião, saqueando armazéns de arroz e instando os vietnamitas a se recusarem a pagar impostos. Como as autoridades coloniais francesas começaram a manter negociações secretas com os franceses livres, os japoneses os pressionaram em 9 de março de 1945. Após a rendição do Japão em agosto do mesmo ano, os líderes do Viet Minh assumiram o governo vietnamita na Revolução de Agosto e fundaram a República Democrática do Vietname.
No entanto, os Aliados (incluindo a União Soviética) concordaram que a região pertencia aos franceses. As forças nacionalistas chinesas avançaram pelo norte e as britânicas pelo sul e, então, reconduziram o território da Indochina aos franceses, um processo concluído em março de 1946. Como consequência, o Viet Minh deflagrou sua rebelião contra o domínio francês, iniciando a Primeira Guerra da Indochina.
A guerra terminou com a vitória norte-vietnamita na Batalha de Dien Bien Phu em 1954 e a subsequente evacuação francesa. O Vietnã foi dividido em duas regiões provisoriamente até a realização de novas eleições democráticas. A República Democrática do Vietnã manteve o norte, enquanto o Vietnã do Sul constituiu uma república ao sul do território liderada por Ngo Dinh Diem. O Partido Comunista do Vietnã eventualmente organizou a Frente Nacional para a Libertação (conhecida popularmente como "Việt Cộng") e passou a reivindicar a unificação de ambas as repúblicas, culminando na Guerra do Vietnã.

## Fundação das Nações Unidas

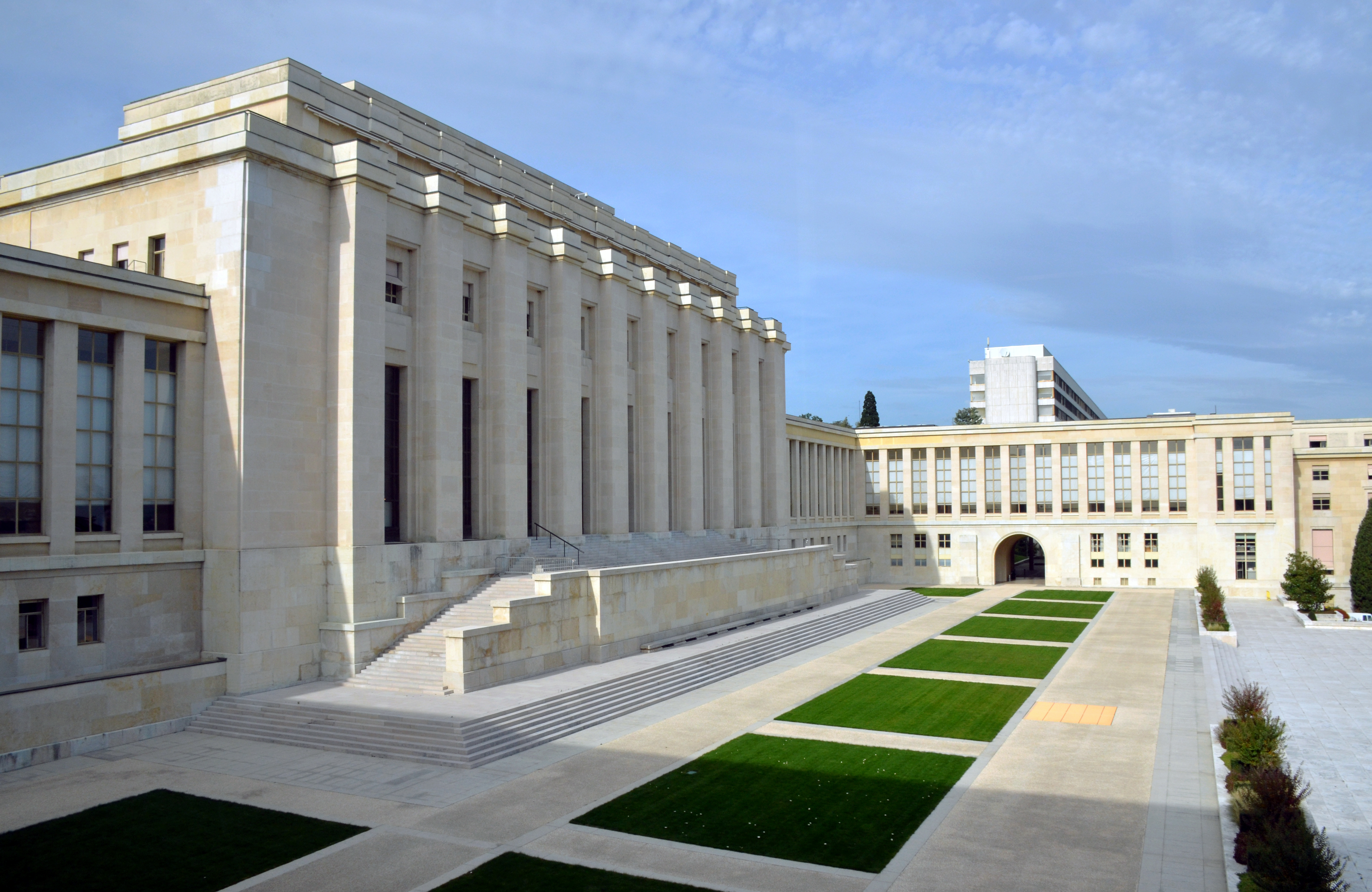
O Palácio das Nações, em Genebra, foi a sede da Liga das Nações de 1936 até sua dissolução em 1946. Atualmente, o complexo sedia o Escritório das Nações Unidas em Genebra.

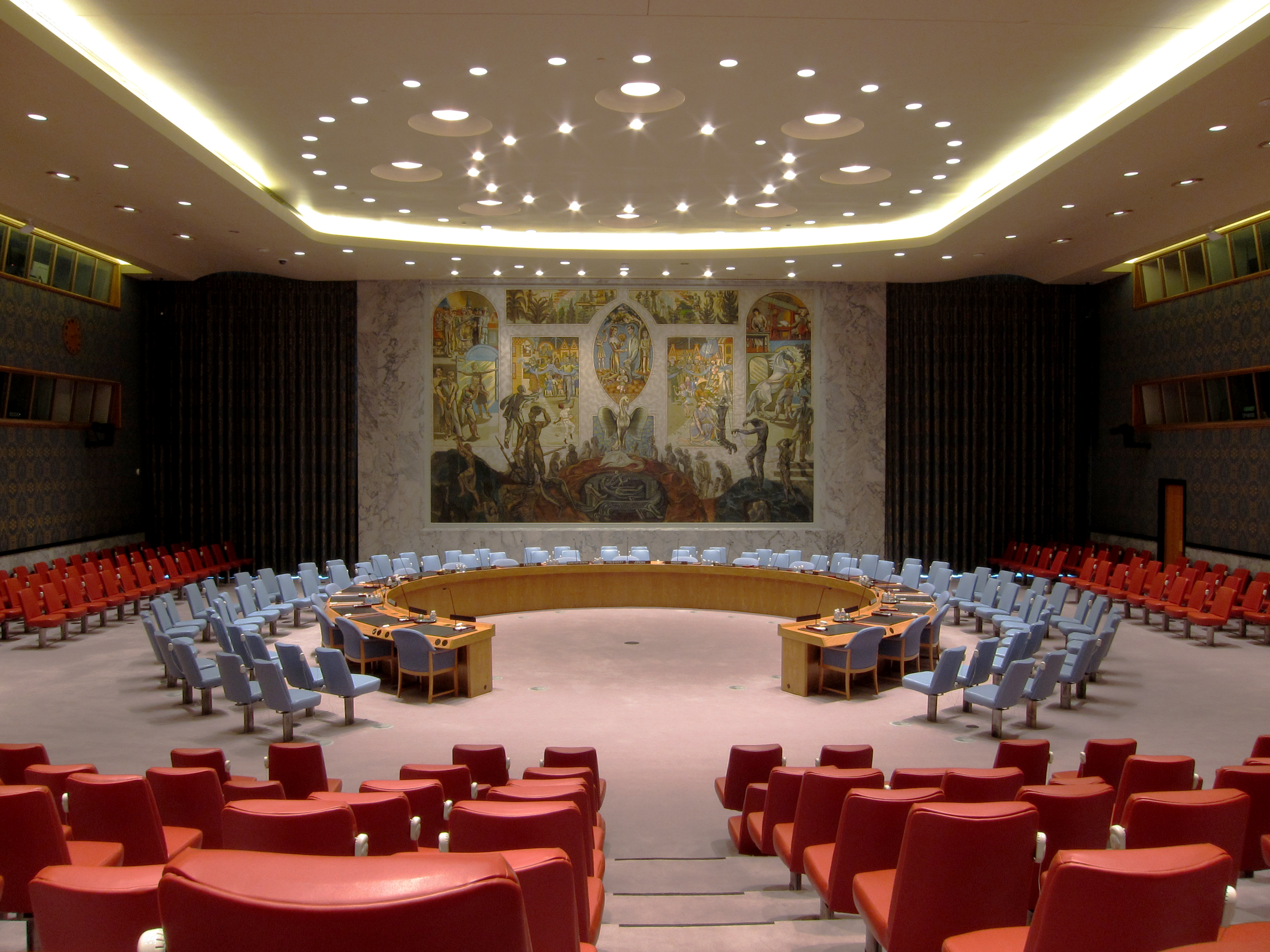
Os cinco países vencedores da Segunda Guerra Mundial lideram o Conselho de Segurança das Nações Unidas, fundado ainda no final de 1945, na condição de "Membros Permanentes".

Como consequência geral da guerra e em um esforço para manter a paz internacional, os Aliados formaram a Organização das Nações Unidas (ONU), que passou a existir oficialmente em 24 de outubro de 1945. A ONU substituiu a obsoleta Liga das Nações -  que encerrou seu funcionamento logo no início do conflito -  como a principal organização intergovernamental. A Liga das Nações havia sido formalmente dissolvida em 20 de abril de 1946, mas na prática deixou de funcionar em 1939, sendo incapaz de impedir a eclosão da Segunda Guerra Mundial. As Nações Unidas herdaram alguns órgãos da instituição anterior, como a Organização Internacional do Trabalho.
Os mandatos da Liga das Nações, a maioria deles territórios negociados entre os países vencedores da Primeira Guerra Mundial, tornaram-se Territórios sob tutela das Nações Unidas. O Sudoeste Africano, uma exceção, ainda era governado nos termos do mandato original pela União Sul-Africana. Como órgão sucessor da Liga, as Nações Unidas ainda herdou um papel de supervisão destes territórios. A Cidade Livre de Danzigue, uma cidade-estado semi-autônoma parcialmente supervisionada pela Liga, tornou-se parte da Polônia.
Em 1948, as Nações Unidas aprovaram a Declaração Universal dos Direitos Humanos "como um ideal comum a ser alcançado por todos os povos e todas as nações". Dos 58 países que compunham a organização à data, a União Soviética se absteve de votar o documento e os Estados Unidos não ratificaram as seções sobre direitos sociais e econômicos.
As cinco principais potências Aliadas receberam a condição de membresia-permanente no Conselho de Segurança das Nações Unidas, fundado em 24 de outubro de 1945. Os membros-permanentes podem vetar qualquer Resolução do Conselho de Segurança das Nações Unidas, as únicas decisões das Nações Unidas vinculativas de acordo com o direito internacional. As cinco potências na época do desfecho da Segunda Guerra Mundial eram: Estados Unidos, Reino Unido, França, União Soviética e República da China. O Kuomitang - que representava o governo da República da China quando da fundação do órgão - foi derrotado na Guerra Civil Chinesa e recuou para a ilha de Taiwan em 1950, mas continuou a ser um membro permanente do Conselho de Segurança. Isso foi mudado em 1971, quando a República Popular da China passou a exercer a Membresia Permanente. A Federação Russa, por sua vez, herdou a membresia permanente da União Soviética em 1991, após a dissolução desse Estado.